# Drasteria adumbrata
Drasteria adumbrata là một loài bướm đêm thuộc họ Erebidae. Nó được tìm thấy ở coast to coast ở miền nam Canada, phía nam ở phía tây đến California và Colorado, phía nam ở phía đông đến New England và Michigan. Phân Loài alleni có ở miền đông Alberta tới New York và Nova Scotia. Phân Loài saxea occurs từ miền nam British Columbia và tây nam Alberta phía nam đến California và Colorado.
Sải cánh dài khoảng 32 mm. Con trưởng thành bay vào mùa hè.
Ấu trùng ăn các loài Vaccinium angustifolium và có thể Vaccinium.

## Phân loài
- Drasteria adumbrata adumbrata
- Drasteria adumbrata alleni (miền đông Bắc Mỹ, reaching as far phía tây as Alberta)
- Drasteria adumbrata saxea (từ miền nam Alberta và British Columbia to California và Colorado)